# Sharren Haskel
Sharren Haskel (hebreu: שרן השכל)  (Toronto, 4 de març de 1984) és una política israeliana. És membre de la Knesset pel Partit d'Unitat Nacional, després d'haver estat membre del Likkud i de New Hope. Quan va ser escollida per primera vegada, era la membre més jove del Likkud i la segona membre més jove de la 20a Knesset.

## Biografia
Sharren Haskel va néixer a Toronto, Ontario, Canadà en una família jueva, la meitat de tres germanes. El seu pare, Amir, va néixer a Israel i és d'una família de veterans Palmach del moshav Tzofit. La seva mare, Fabienne, va néixer al Marroc. Amir i Fabienne es van conèixer a París i es van traslladar a Toronto després que Fabienne rebé una oferta de feina com a professora d'anglès. La seva família es va traslladar a Israel un any després del seu naixement. Es va criar a Kfar Saba i va estudiar teatre a la Katznelson High School, on va ser líder dels escoltes, i més tard es va traslladar a l'Ankori High School, on va estudiar cinema. Als 18 anys, Haskel es va allistar a la Policia Fronterera d'Israel. Segons Haskel, la Segona Intifada, durant la qual va servir als punts de control de la Policia Fronterera i va assistir a demolicions de cases i manifestacions, va escapar per poc de dos atemptats suïcides en autobusos israelians i va perdre dos amics per atacs terroristes, va ajudar a donar forma a la seva ideologia.
Després de ser donat d'alta de la policia de fronteres, Haskel va estudiar durant un any als Estats Units, i després va viure a Austràlia durant sis anys. Es va graduar al programa d'AVT Australia per a infermeria veterinària. Haskel va completar la seva llicenciatura en ciències polítiques i relacions internacionals a la Universitat Oberta d'Israel, on va formar part de l'equip de debat. El 2014, Haskel va guanyar el Debat del Campió Nacional d'Israel per a júniors. També és alumne del Jewish Statesmanship Center in Public Policy.
Parla anglès, hebreu i francès.

## Activisme social
Haskel va viure sis anys a Austràlia, on va treballar com a infermera veterinària a l'Hospital Bondi Vet Animal, i es va oferir la major part del seu temps a WIRES, una organització que rescata animals salvatges, els tracta i els allibera a la natura.
És activa en temes ambientals i de drets dels animals, amb un enfocament particular en la contaminació de l'aigua que surt de zones sota el control de l'Autoritat Palestina. Haskel dona suport a la despenalització del cànnabis i és una defensora de l'ús de cànnabis medicinal.

## Carrera política
El 2013, Haskel va intentar guanyar un escó al consell a les eleccions locals de Kfar Saba. Tot i que va perdre, va continuar oferint el seu temps com a activista al comitè ambiental de l'ajuntament de Kfar Saba.
Abans de les eleccions a la Knesset de 2015, va ocupar el lloc 31 a la llista del Likkud. Tot i que no va poder entrar a la Knesset quan el Likkud va guanyar 30 escons, es va convertir en diputada el 2015 com a reemplaçament de Danny Danon després del seu nomenament com a enviat d'Israel a les Nacions Unides el 14 d'agost de 2015.
Haskel encapçala el caucus LGBT de la Knesset, però el 2016 va votar en contra dels projectes de llei que pretenen avançar els drets dels gais, proposats per la Unió Sionista i Yesh Atid: reconeixement d'un vidu en dol en parelles del mateix sexe, un projecte de llei que prohibeix la teràpia de conversió que intenta convertir els gais a heterosexuals., un projecte de llei per reconèixer un contracte de matrimoni entre persones del mateix sexe i un projecte de llei per formar professionals de la salut per fer front a qüestions de gènere i inclinació sexual.
El 15 de desembre de 2019, Haskel va donar suport a Gideon Sa'ar a les primàries per al lideratge del partit Likkud. El 23 de desembre de 2020 va anunciar que s'uniria al nou partit de Sa'ar, New Hope. Va quedar en cinquè lloc a la llista de New Hope per a les eleccions de març de 2021 i va tornar a ser escollida a la Knesset quan New Hope va guanyar sis escons.
A les eleccions a la vint-i-cinquena Knesset, va ocupar l'11è lloc a la llista d'Unitat Nacional. La llista va rebre 12 mandats i Haskel va jurar així la Knesset per cinquena vegada.
Un liberal clàssic, Haskel és una partidària del lliure mercat i de les llibertats civils. Va ser la principal defensora de la legalització del cànnabis de la legislatura.

## Premis i reconeixements
Sharren Haskel va rebre puntuacions altes el 2016 i el 2017 de l'"Índex de llibertat" anual, qualificant els membres de la Knesset en funció de com la seva activitat legislativa promou o suprimeix la llibertat personal i els mercats lliures, compilat pel Nou Moviment Liberal. (descrit per un dels seus fundadors com "molt semblant als millors objectius del Tea Party als Estats Units." ) El maig de 2016, Haskel va ser reconeguda pel Jewish Journal als Estats Units com a líder de la nova generació de dones. en política, principalment pel seu extens treball arreu del món per defensar la política i el govern d'Israel.